# Campeonato Europeu de Halterofilismo de 1959
O 39º Campeonato Europeu de Halterofilismo foi organizado pela Federação Internacional de Halterofilismo em Varsóvia, na Polónia entre 29 de setembro a 4 de outubro de 1959. O evento foi realizado em conjunto com o Campeonato Mundial de Halterofilismo de 1959.

## Medalhistas
| Evento                     | Ouro                                 | Ouro     | Prata                             | Prata    | Bronze                            | Bronze   |
| -------------------------- | ------------------------------------ | -------- | --------------------------------- | -------- | --------------------------------- | -------- |
| Galo (56 kg)               | Vladimir Stogov · União Soviética    | 332,5 kg | Marian Jankowski · Polónia        | 320,0 kg | Imre Földi · Hungria              | 295,0 kg |
| Pena (60 kg)               | Marian Zieliński · Polónia           | 365,0 kg | Sebastiano Mannironi · Itália     | 350,0 kg | Kiril Yankov · Bulgária           | 320,0 kg |
| Leve (67,5 kg)             | Viktor Bushuyev · União Soviética    | 385,0 kg | Akop Faradzhian · União Soviética | 370,0 kg | Jan Czepułkowski · Polónia        | 360,0 kg |
| Médio (75 kg)              | Fiodor Bogdanovski · União Soviética | 417,5 kg | Jan Bochenek · Polónia            | 392,5 kg | Győző Veres · Hungria             | 390,0 kg |
| Meio-pesado-leve (82,5 kg) | Rudolf Pliukfelder · União Soviética | 457,5 kg | Ireneusz Paliński · Polónia       | 432,5 kg | Václav Pšenička · Tchecoslováquia | 402,5 kg |
| Meio-pesado (90 kg)        | Louis Martin · Reino Unido           | 445,0 kg | Arkadi Vorobiov · União Soviética | 445,0 kg | Czesław Białas · Polónia          | 422,5 kg |
| Pesado (+ 90 kg)           | Yuri Vlasov · União Soviética        | 500,0 kg | Ivan Veselinov · Bulgária         | 455,0 kg | Eino Mäkinen · Finlândia          | 447,5 kg |

## Quadro de medalhas
| Ordem | País            | Medalha de ouro | Medalha de prata | Medalha de bronze | Total |
| ----- | --------------- | --------------- | ---------------- | ----------------- | ----- |
| 1     | União Soviética | 5               | 2                | 0                 | 7     |
| 2     | Polónia         | 1               | 3                | 2                 | 6     |
| 3     | Reino Unido     | 1               | 0                | 0                 | 1     |
| 4     | Bulgária        | 0               | 1                | 1                 | 2     |
| 5     | Itália          | 0               | 1                | 0                 | 1     |
| 6     | Hungria         | 0               | 0                | 2                 | 2     |
| 7     | Tchecoslováquia | 0               | 0                | 1                 | 1     |
| 7     | Finlândia       | 0               | 0                | 1                 | 1     |
| Total | Total           | 7               | 7                | 7                 | 21    |